# SEPT7
SEPT7 (англ. Septin 7) – білок, який кодується однойменним геном, розташованим у людей на короткому плечі 7-ї хромосоми. Довжина поліпептидного ланцюга білка становить 437 амінокислот, а молекулярна маса — 50 680.
| 10         |  | 20         |  | 30         |  | 40         |  | 50         |
| ---------- |  | ---------- |  | ---------- |  | ---------- |  | ---------- |
| MSVSARSAAA |  | EERSVNSSTM |  | VAQQKNLEGY |  | VGFANLPNQV |  | YRKSVKRGFE |
| FTLMVVGESG |  | LGKSTLINSL |  | FLTDLYSPEY |  | PGPSHRIKKT |  | VQVEQSKVLI |
| KEGGVQLLLT |  | IVDTPGFGDA |  | VDNSNCWQPV |  | IDYIDSKFED |  | YLNAESRVNR |
| RQMPDNRVQC |  | CLYFIAPSGH |  | GLKPLDIEFM |  | KRLHEKVNII |  | PLIAKADTLT |
| PEECQQFKKQ |  | IMKEIQEHKI |  | KIYEFPETDD |  | EEENKLVKKI |  | KDRLPLAVVG |
| SNTIIEVNGK |  | RVRGRQYPWG |  | VAEVENGEHC |  | DFTILRNMLI |  | RTHMQDLKDV |
| TNNVHYENYR |  | SRKLAAVTYN |  | GVDNNKNKGQ |  | LTKSPLAQME |  | EERREHVAKM |
| KKMEMEMEQV |  | FEMKVKEKVQ |  | KLKDSEAELQ |  | RRHEQMKKNL |  | EAQHKELEEK |
| RRQFEDEKAN |  | WEAQQRILEQ |  | QNSSRTLEKN |  | KKKGKIF    |  |            |

A: Аланін

C: Цистеїн

D: Аспарагінова кислота

E: Глутамінова кислота

F: Фенілаланін

G: Гліцин

H: Гістидин

I: Ізолейцин

K: Лізин

L: Лейцин

M: Метіонін

N: Аспарагін

P: Пролін

Q: Глутамін

R: Аргінін

S: Серин

T: Треонін

V: Валін

W: Триптофан

Кодований геном білок за функцією належить до фосфопротеїнів. 
Задіяний у таких біологічних процесах, як клітинний цикл, поділ клітини, мітоз, диференціація клітин, сперматогенез, ацетилювання, альтернативний сплайсинг. 
Білок має сайт для зв'язування з нуклеотидами, ГТФ. 
Локалізований у цитоплазмі, цитоскелеті, клітинних відростках, хромосомах, війках, центромерах, кінетохорі.